# 裸胸若鰺
裸胸若鰺（学名：Carangoides gymnostethus），又名甘仔魚，为鰺科若鰺屬下的一个种，是一种分布较广的海生鱼类，它们生活在印度洋和太平洋的亚热带和热带海域。

## 命名與分類
裸胸若鰺於1833年由法國著名自然學家喬治·庫威爾根據塞席爾群島的標本首次科學描述。Cuvier將他的種類命名為Caranx gymnostethus，指的是它的無鱗乳房。該物種後來被重新分類到Carangoides屬，從那時起就存在。

## 分布
本魚分布於印度太平洋區，從紅海、東非至新喀里多尼亞，北從琉球群島、南迄澳洲大堡礁海域，深度可達100公尺。

## 特徵

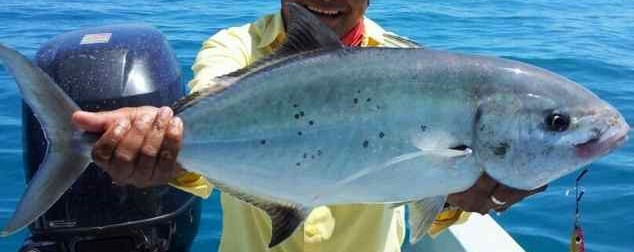
裸胸若鰺比同屬的其他種類體更呈圓柱形

本魚幼魚時期呈卵形，隨著年齡增長，身體逐漸拉長，吻突出，上下頷均具有絨毛狀齒，總共有27到31個鰓耙和25個椎骨，背鰭2個，尾鰭叉形，背鰭硬棘9枚；背鰭軟條28-32枚；臀鰭硬棘3枚；臀鰭軟條25-26枚，體長可達90公分，體重可達14.5公斤。體色在幼魚時期為銀綠色，成魚時期轉變為綠藍色到橄欖綠色，腹部為銀色，體側具有黃色斑點，背鰭，臀鰭和尾鰭是橄欖綠色，第2背鰭及臀鰭具有白色邊緣，胸鰭透明。

## 生態及經濟利用
成魚棲息在較深的珊瑚礁區，幼魚成小群活動，成魚則多半單獨活動，屬肉食性，以甲殼類、小魚等為食，眾所周知，本種本身就是鯊魚的獵物，包括黑鰭鯊（Carcharhinus tilstoni）。本魚的生活習性所知甚少，南非的初步觀察表示，這些魚可能從該地區遷移到莫三比克的熱帶水域產卵。在漁業上，本魚非重要的經濟魚類，通常遊釣或流刺網捕獲，可做為食用魚或誘餌。

## 扩展阅读
- 維基物種上的相關：裸胸若鰺